# Diana Nasution
Diana Nasution (ur. 5 kwietnia 1958 w Dżakarcie lub Medanie, zm. 4 października 2013 w Dżakarcie) – indonezyjska piosenkarka.
Swoją karierę wokalną rozwinęła wraz ze swoją siostrą Ritą Nasution, z którą w połowie lat 70. tworzyła duet Nasution Sisters. W 1977 roku Diana Nasution i Melky Goeslaw zajęli drugie miejsce na Festival Penyanyi Nasional, z utworami „Bila Cengkeh Berbunga” i „Malam Yang Dingin”. 
Wypromowała m.in. przeboje „Benci tapi Rindu”, „Katakanlah Sejujurnya” i „Ayah”. W trakcie swojej kariery współpracowała z autorami tekstów takimi jak Minggus Tahitoe (później jej mąż) oraz Rinto Harahap.
Jej synem jest wokalista Marcello Tahitoe (Ello).